# Life (álbum de Simply Red)
Life é quinto álbum de estúdio do Simply Red, lançado em 1995. Contém as canções "Fairground", a primeira música da banda a alcançar o topo mais alto do Reino Unido, e "We're in This Together", tema oficial da Eurocopa de 1996.

## Faixas
1. "You Make Me Believe"
2. "So Many People"
3. "Lives and Loves"
4. "Fairground"
5. "Never Never Love"
6. "So Beautiful"
7. "Hillside Avenue"
8. "Remembering the First Time"
9. "Out on the Range"
10. "We're in This Together"
11. "Fairground" (Alternate Version)

## Integrantes
- Mick Hucknall - vocal, vocal de fundo, guitarra, baixo e arranjos
- Heitor T. P. - guitarra
- Fritz McIntyre - teclado e vocal
- Ian Kirkham - sax, teclado
- Dee Johnson - vocal de fundo

## Recepção pela crítica
| Críticas profissionais | Críticas profissionais |
| Avaliações da crítica  | Avaliações da crítica  |
| Fonte                  | Avaliação              |
| ---------------------- | ---------------------- |
| Allmusic               | [ 1 ]                  |
| Rolling Stone          | [ 2 ]                  |
| Los Angeles Times      | [ 3 ]                  |

A análise do jornal Los Angeles Times diz que, desde a primeira faixa, com seus fundamentos "sensuais", até a última, a banda mostra que não sabe como fazer uma gravação ruim. Apesar dos elogios, o CD recebeu apenas duas estrelas entre quatro possíveis.
O site Allmusic (três estrelas em cinco) analisa que nesse álbum a banda retém as influências básicas de seus álbuns anteriores, especialmente o R&B americano do início dos anos 70. Segundo o site, os vocais de Mick Hucknall suavizaram músicas como "You Make Me Believe" e "So Many People". Também são mencionados o som "latino" de "Fairground", o reggae em "Out on the Range", e "We're in This Together" ("um hino de estilo sul-africano, completo com o flugelhorn de Hugh Masekela"). As faixas "So Beautiful" e "Remembering the First Time" são consideradas promissoras.

## Paradas

### Álbum
| Parada            | Posição | Ano  |
| ----------------- | ------- | ---- |
| The Billboard 200 | 75      | 1995 |
| Reino Unido       | 1       | 1995 |

### Compacto
| Compacto     | Parada      | Posição | Ano  |
| ------------ | ----------- | ------- | ---- |
| "Fairground" | Reino Unido | 1       | 1995 |